# Lawton (Michigan)
Pour les articles homonymes, voir Lawton.
Lawton est un village du comté de Van Buren, dans l'État du Michigan, aux États-Unis. En 2020, il comptait une population de 1 850 habitants.